# John Brenner
John Brenner, född den 4 januari 1961, är en amerikansk kulstötare.
Brenner deltog vid VM i Rom 1987 där han slutade på tredje plats i kulstötning med ett kast på 21,75. Samma år noterade han sitt personliga rekord på 22,52.